# Caso Tate-LaBianca
Por el nombre de Caso Tate-La Bianca se conoce un homicida múltiple realizado por integrantes de la Familia Manson en la noche del 8 al 9 de agosto de 1969. Fallecieron en la primera de estas fechas la actriz Sharon Tate, tres amigos suyos y un joven que se hallaba en las inmediaciones de la casa en Beverly Hills (situada en el 10050 de Cielo Drive) que aquella alquilaba junto con su marido, el cineasta polaco Roman Polanski. Al momento de los hechos, este último se encontraba rodando una película en Europa. Al día siguiente, los asesinos, flanqueados de otros seis sectarios y su gurú, Charles Manson, mataron a Leno La Bianca, ejecutivo de una cadena de supermercados y su mujer, Rosemary, copropietaria de una tienda de moda.
Los autores de los hechos, Tex Watson, Susan Atkins y Patricia Krenwinkel, actuaron bajo las órdenes de Charles Manson, que en un principio buscaba vengarse de Terry Melcher, productor discográfico e inquilino anterior de la casa mencionada, quien se negara a concederle un contrato para grabar un disco. Indignado por la ejecución de su mandato, que él consideró chapucera e ineficiente, el líder de la Familia concibió la noche sucesiva más un proyecto de asesinato, en cuya ejecución él mismo, resuelto como estaba a "mostrar el ejemplo" a sus secuaces, había de participar.

## Los asesinatos

### La casa de Cielo Drive
La noche del 8 de agosto de 1969, Tex Watson (de 24 años) transportó a Susan Atkins (21 años), Linda Kasabian (20 años) y Patricia Krenwinkel (22 años)  a "la casa ésa donde antes vivía Melcher," según rezaban las instrucciones de Manson, a fin de "destrozar de la manera más truculenta posible a todos los allí presentes". A las jóvenes, en cambio, el cabecilla no les había dado otra consigna que no fuese obedecer a Watson.

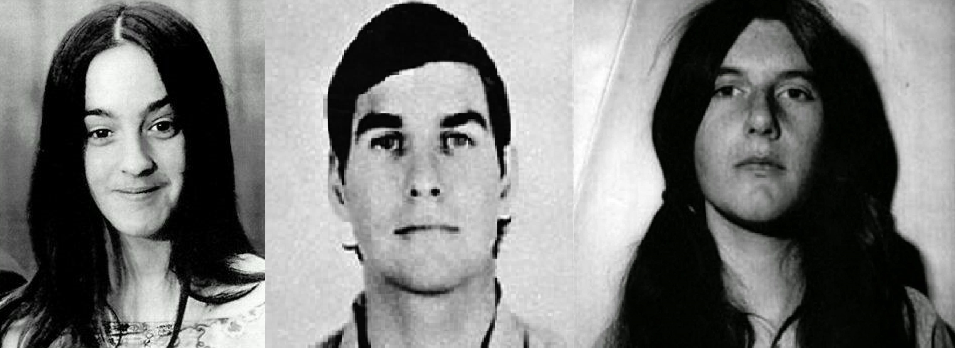
Fotos policiales de Susan Atkins, Charles "Tex" Watson y Patricia Krenwinkel, miembros de la familia Manson y autores de los asesinatos de Cielo Drive

Aquella noche ocupaban el 10050 de Cielo Drive la actriz y modelo Sharon Tate, que estaba embarazada de ocho meses de su marido, el director de cine polaco, Roman Polanski, Jay Sebring, el amigo y antigua pareja de Tate que era un peluquero de cierto renombre en Hollywood, un amigo y compatriota de Polanski de nombre Wojciech Frykowski y la novia de éste, Abigail Folger, heredera de la empresa cafetera Folgers. El cineasta se hallaba en Londres, donde buscaba los exteriores para una película, El día del delfín, que abandonaría. Su mujer lo acompañó durante el primer tramo de su estancia en Inglaterra, pero al final regresó tres semanas antes que él. Sebring había invitado al productor de música Quincy Jones y al actor Steve McQueen a pasar por la casa, pero no se presentaron ni el uno ni el otro.
Al arribar los asesinos a la entrada del domicilio, Watson, que ya había estudiado clandestinamente el lugar en una ocasión cuando menos, trepó a un poste cercano a la cancela y cortó desde ahí la línea telefónica.
Dieron marcha atrás hasta llegar al pie de una colina aledaña a la propiedad, donde estacionaron el auto y emprendieron de nuevo la marcha hacia la casa. Como sospechaban que la valla estaba electrificada o que tenía instalada una alarma, subieron por un terraplén cubierto de matas que había a la derecha del portón e ingresaron desde ahí a la propiedad.: 176–184 
En eso, vieron acercarse los faros de un coche desde más adentro en los terrenos. Tras ordenar a las mujeres que se escondieran detrás de unos arbustos cercanos, Watson cerró el paso del automóvil y le dijo al conductor que bajara. Se trataba de Steven Parent, de 18 años, que salía de una visita a William Garretson, el guardés de la hacienda que vivía en la casa de invitados de ésta. Al verse encañonado con el revólver del intruso, el joven suplicó misericordia a cambio de su silencio. Lejos de compadecerse, Watson se abalanzó sobre él con un cuchillo, provocándole una herida en la palma de la mano con que se protegía la cara (con laceración de varios tendones) y luego le descargó cuatro balazos en el pecho y el abdomen, los cuales resultaron letales.: 22–25 
Llegados frente a la casa principal, Watson procedió a romper el mosquitero de una ventana que se hallaba abierta, se metió por ella y franqueó la puerta de entrada a Atkins y Krenwinkel. : 176–184 Mientras tanto, Kasabian montaba guardia cerca del portón.: 258–269 : 176–184 
Watson y Atkins se adentraron en la sala de estar, donde se encontraron a Frykowski dormido en el sofá. Los susurros de aquellos despertaron al polaco, que, aún entontecido por el sueño, preguntó por la hora. Watson respondió con una patada en la cabeza, tras lo cual el agredido se incorporó y dijo "quién eres y qué quieres?" La respuesta fue "Soy el diablo, y vengo a atender negocios del diablo." : 176–184 
Por instrucciones de Watson, Atkins fue a buscar a los demás ocupantes de la casa y, ayudado de Krenwinkel, los condujo al salón.: 176–184, 297–300 Luego aquel comenzó a amarrar a Tate y Sebring por el cuello con una cuerda que había colgado en una de las vigas del techo. Al decir el segundo "¿No ves que está embarazada?" en objeción a los duros tratos infligidos a la actriz, Watson le pegó un tiro. A Folger se le permitió volver a su dormitorio a buscar su bolso y extrajo de éste 70 dólares, los cuales pasó a los sectarios. Para acabar con los lamentos de Sebring, Watson lo apuñaló siete veces. : 28–38 
A Frykowski le ataron las manos con una toalla. Eso sí, tardó poco en liberarse y empezó a forcejear con Atkins hasta que la joven le hizo varios tajos en las piernas con el cuchillo con que recién lo tenía apuntado, cosa que no le impidió ganar la puerta de la calle. Mientras el polaco salía titubeante de la casa, Watson se le acercó por detrás acribillándolo de golpes con la culata de su pistola, le dio repetidas puñaladas y finalmente le pegó dos balazos.
A estas alturas, Kasabian corrió hacia la casa, alarmada por los "ruidos horripilantes" que procedían de ella. Al llegar a la puerta principal, vio a Frykowski. En un vano intento de atajar la carnicería, alertó falsamente a Atkins de que se acercaba alguien.: 258–269 
Mientras tanto, Folger había logrado burlar la vigilancia de Krenwinkel y salió corriendo por la puerta que comunicaba un dormitorio con el recinto de la piscina.: 341–344, 356–361 La sectaria persiguió a la heredera hasta alcanzarla delante de la casa, tras lo cual la derribó y le dio un cuchillazo, al que siguieron otros 28 de Watson. : 28–38  Luego éste se volvió hacia Frykowski, vio que iba arrastrándose por la hierba todavía vivo y lo remató con otra ráfaga de puñaladas (en total, sufrió 51 heridas cortopunzantes).
Dentro de la casa, Tate rogaba a los delincuentes que le perdonaran la vida mientras no hubiera dado a luz. Entonces fue cuando uno de ellos (pudo tratarse tanto de Atkins o Watson como de los dos a la vez) la asesinó de 16 puñaladas.: 28–38 Según relatos publicados en la página web de Watson, la joven exclamó varias veces en su agonía la palabra "madre".
Poco antes de que partieran sus adeptos desde el rancho Spahn, Manson les había encargado la tarea de dejar en algún lado de la casa un símbolo o mensaje de apariencia "brujeril". Encargo éste que Atkins realizó escribiendo "pig" (cerdo) en la puerta de la calle con la sangre de Tate. En el trayecto de vuelta a su residencia, los asesinos se cambiaron de ropa y desecharon las prendas ensangrentadas a la par que sus armas por las colinas que bordeaban la carretera.: 84–90, 176–184 

### Leno y Rosemary LaBianca
A la noche siguiente, el 9 de agosto, Charles Manson salió del rancho Spahn en compañía de seis acólitos suyos (es decir, los cuatro de Cielo Drive a la par que Leslie Van Houten y Steve "Clem" Grogan). Decepcionado por los relatos de estos de la masacre arriba detallada, el jefe de la "familia" resolvió acompañarlos en esta ocasión con el fin declarado de "mostrarles el ejemplo".: 176–184, 258–269 
Tras unas horas de camino, durante las cuales el cabecilla se dedicó a contemplar varios proyectos de asesinato, uno de los cuales intentó por su cuenta,: 258–269  le indicó a Kasabian como llegar al 3301 de Waverly Drive. Allí moraba Leno LaBianca, ejecutivo de una franquicia de supermercados, y su mujer Rosemary, copropietaria de una ropería de lujo.: 22–25, 42–48  La casa, por lo demás, era contigua a otra donde el año anterior Manson y sus secuaces habían asistido a una fiesta.: 176–184, 204–210 
Cuentan Atkins y Kasabian que recién llegados al destino, Manson echó a andar cuesta arriba hacia la casa, dejando a sus cómplices en el automóvil, e ingresó sólo en ella. Al volver poco después, les explicó que se había encargado de amarrar a las dos personas que ocupaban la residencia y mandó subir a Watson acompañado de Krenwinkel y Van Houten.: 176–184, 258–269  Eso sí, según la autobiografía de aquel, Manson simplemente salió y le ordenó seguirlo. Luego lo hizo asomarse a una ventana y le señaló a un señor dormido que se veía por ella, tras lo cual finalmente entraron por la puerta trasera, aprovechando que no estaba echado el cerrojo. Watson ha mantenido que en un principio corroboró falsamente la versión de sus compañeras, pues ésta le atribuía una "parte ínfimamente menor" de culpa.
Siempre al decir de Watson, Manson apuntó a Leno Labianca con su pistola, despertándolo de golpe y luego mandó a su cómplice que le atara las manos a la víctima con una tanga de cuero. Tras llevar a Rosemary desde su dormitorio al salón, el sectario procedió, por órdenes de su adalid, a cubrirles la cara a ambos esposos con fundas de almohadas que después sujetó con los cables de unas lámparas. En eso, Manson salió a hablar con Krenwinkel y Van Houten, a quienes dio la orden de asesinar al matrimonio.: 176–184, 258–269 
Antes de partir desde el rancho Spahn, Watson había expresado insatisfacción ante las armas de las que Manson les había proveído la noche anterior.: 258–269  Esta vez, aquel apostó a las dos jóvenes en el cuarto de Rosemary LaBianca, a donde para entonces la habían regresado. En eso, cargó contra Leno LaBianca con una bayoneta cromada. El primer golpe le atravesó la garganta.
Al poco, Watson se detuvo alarmado por unos ruidos de forcejeo provenientes del dormitorio. Se dirigió allí y vio que Rosemary hacía girar por los aires una lámpara que llevaba atada al cuello por el cable para mantener a raya a Krenwinkel y Van Houten. El tejano tardó poco en dominarla a bayonetazos, tras lo cual volvió a la sala de estar y retomó allí las acometidas contra Leno, a quien hirió 12 veces en total, para después trazarle con un cuchillo la palabra "war" (guerra) en el abdomen.
De vuelta a la recámara, Watson se encontró a Krenwinkel apuñalando a Rosemary LaBianca con un cuchillo que la atacante había hallado en la cocina. Pues Manson le había encargado que ambas jóvenes desempeñaran un papel activo en la carnicería, aquel le dijo a Van Houten que también ella le diera un cuchillazo a LaBianca. Obedeció, llegando a causarle 16 heridas en la espalda y las nalgas.: 204–210, 297–300, 341–344 
Durante su proceso, la sectaria había de afirmar, no sin incertidumbre,: 433  que la víctima sufrió estas laceraciones después de muerta. Los análisis forenses establecieron que en efecto de las 41 puñaladas que recibió varias eran póstumas.: 44, 206, 297, 341–42, 380, 404, 406–0a, 433 
Mientras Watson limpiaba la sangre de su bayoneta y se duchaba, Krenwinkel se ocupó escribiendo "Rise" (levántense) y "Death to pigs" (muerte a los puercos, vocablo éste que designaba en el argot estadounidense a los agentes de la ley y dentro de la "familia" a cualquiera que fuese objeto del desprecio u odio de Manson) en las paredes y "He(a)lter Skelter" (título mal escrito de un tema de los Beatles que Manson escuchaba de forma obsesiva, y cuya letra, según aseguraba a sus acólitos, profetizaba el iminente estallido de una guerra racial entre blancos y negros) en la nevera, todo ello con la sangre de LaBianca. Después le infligió 14 heridas a Leno LaBianca con un trinchador que le quedó enterrado en el estómago y finalmente lo remató clavándole un cuchillo de carne en la garganta.: 176–184, 258–269 
Resuelto a llevar a cabo otro homicidio, Manson ordenó a Kasabian conducir al complejo de apartamentos donde vivía un actor libanés de bajo perfil conocido suyo, llamado Saladin Nader, que aquel consideraba como otro detestable "puerquito". Una vez llegados, el cabecilla hizo bajar a todos sus cómplices y emprendió él sólo la vuelta al rancho Spahn, por lo que estos tuvieron que recurrir al autostop.: 176–184, 258–269 
Kasabian saboteó el plan de asesinato llamando deliberadamente a la puerta del apartamento equivocado. Antes de que todos abandonaran el edificio, Atkins defecó en la escalera.: 270–273 

## Investigación
Poco después de su detención, Atkins confesó ante varias otras reclusas el asesinato de Sharon Tate.: 84–90 No obstante, en declaraciones posteriores a su abogado, al fiscal Vincent Bugliosi y ante el jurado indagatorio, identificó a Tex Watson como el autor del homicidio.: 163–74, 176–84 
En una autobiografía publicada en 1978, Watson afirma haber matado a Tate y que Atkins, en cambio, ni siquiera le puso la mano encima, cosa que él mismo negó inicialmente. Ello se debió, según el autor, a que creía poder salvarse de esta forma, pues le habían informado que tanto Bugliosi como el jurado estaban convencidos de la culpabilidad de Atkins.